# Научная педагогическая библиотека имени К. Д. Ушинского
Научная педагогическая библиотека имени К. Д. Ушинского Российской академии образования  (с апреля 2016 года — Информационный центр «Библиотека имени К. Д. Ушинского» РАО) — крупнейший российский информационно-библиотечный центр в области образования, педагогики и психологии. Основными направлениями деятельности являются сохранение и популяризация отечественного и зарубежного педагогического наследия, а также поддержка фундаментальных научных исследований и практической деятельности в сфере наук об образовании.

## Расположение библиотеки
Библиотека расположена в Москве в Большом Толмачёвском переулке, д. 3, в комплексе зданий московской городской усадьбы конца XVIII — начала XIX века, принадлежавшей в 1772—1814 годах Демидовым, объекте культурного наследия России федерального значения.

## История библиотеки
Своё происхождение педагогическая библиотека ведёт от справочной библиотеки при информационном отделе Народного комиссариата просвещения (Наркомпросе) РСФСР, образованной в 1925 году. С 1939 года эта библиотека получила статус Государственной библиотеки по народному образованию по распоряжению наркома просвещения.
С 1942 года библиотека стала располагаться по своему ныне существующему адресу: Большой Толмачёвский переулок, дом 3.
С 1944 года Библиотека была включена в состав созданной Академии педагогических наук РСФСР, затем Академии педагогических наук СССР. В декабре 1945 года библиотеке было присвоено имя выдающего русского педагога К. Д. Ушинского. С 1970 года она стала называться Государственная научная педагогическая библиотека имени К. Д. Ушинского (ГНПБ им. К. Д. Ушинского). С 2008 года по конец 2011 года она официально называлась Учреждение Российской академии образования «Научная педагогическая библиотека имени К. Д. Ушинского» (НПБ им. К. Д. Ушинского РАО). С декабря 2011 года она носила официальное название — Федеральное государственное научное учреждение «Научная педагогическая библиотека имени К. Д. Ушинского» Российской академии образования (ФГНУ «НПБ им. К. Д. Ушинского» РАО), с августа 2014 года — Федеральное государственное бюджетное научное учреждение «Научная педагогическая библиотека имени К. Д. Ушинского» (ФГБНУ «НПБ им. К. Д. Ушинского» РАО).
В 1975 году библиотека была награждена орденом Трудового Красного знамени.
В 2014 году библиотека стала лауреатом премии «Свободные знания».

## Фонды библиотеки
Специализированный фонд Библиотеки насчитывает более 1,6 миллиона единиц хранения. Его основу составляет литература исторического, теоретического и практического характера по педагогике, образованию, психологии, дефектологии и смежным наукам, вышедшая на территории России на русском языке, а также иностранная литература на 39 языках народов мира.
Также в фонде библиотеки широко представлены монографии, энциклопедии, справочники, словари, авторефераты диссертаций педагогической тематики, учебники и программы для всех типов педагогических учебных заведений современной и дореволюционной России, издания Академии педагогических наук, Российской академии образования, Труды и Учёные записки педагогических институтов и университетов страны, пособия учреждений системы повышения квалификации педагогических кадров разных регионов России, а также отечественные и иностранные журналы и газеты.
Библиотека располагает достаточно полным собранием учебников и учебных пособий для средних школ, программ, методических материалов Российской дореволюционной и современной школы. Достаточно полно в фонде библиотеки представлена русская дореволюционная педагогическая литература.

## Директора библиотеки
- 1925—1944 — Айзенштадт, Моисей Самуилович;
- 1944—1946 — Медынский, Евгений Николаевич;
- 1946—1957 — Лесун, Николай Трифонович;
- 1957—1962 — Сундуков, Николай Александрович;
- 1962—1979 — Серебров, Николай Николаевич;
- 1979—1981 — Тушин, Юрий Петрович;
- 1981—1988 — Гудков, Николай Николаевич;
- 1988—2008 — Сизов, Борис Николаевич;
- 2008—2014 — Маркарова, Тамара Сергеевна;
- 2014—2019 — Габов, Алексей Валерьевич;
- 2019—2022 — Фатеева, Роза Ивановна;
- с 2022 — Сурвилло, Виталий Юрьевич.

## Научная деятельность библиотеки
Научно-исследовательская деятельность Библиотеки является неотъемлемой частью научных разработок и программ Российской академии образования (РАО). Сотрудники библиотеки находятся в постоянном контакте с учёными Российской академии образования, а также со специалистами отделений и научных центров, профессорско-преподавательским составом высших педагогических учебных заведений. 
Начиная с 1994 года в библиотеке начала создаваться электронная база данных по педагогике и образованию, включающая к настоящему времени несколько сот тысяч записей, в которые включают в себя описания различных российских и иностранных изданий и материалов по всем направлениям педагогической науки.
В Библиотеке ведётся постоянный мониторинг ресурсов Интернета с целью выявления профильных баз данных для обеспечения исследований Российской академии образования (РАО).
С 1950 года в библиотеке издаётся ежеквартальный указатель «Литература по педагогическим наукам и народному образованию» (по книгам и статьям, изданным в России на русском языке). С 1996 года подготовка этого указателя осуществляется в автоматизированном режиме из электронной системы баз данных библиотеки. С 2015 года выпуск указателя прекращён.